# روت واریک
روت واریک (انگلیسی: Ruth Warrick؛ ۲۹ ژوئن ۱۹۱۶ – ۱۵ ژانویهٔ ۲۰۰۵) یک بازیگر سینما، و هنرپیشه اهل ایالات متحده آمریکا بود. وی بین سال‌های ۱۹۴۱ تا ۲۰۰۵ میلادی فعالیت می‌کرد.
از فیلم‌ها یا برنامه‌های تلویزیونی که وی در آن نقش داشته است می‌توان به همشهری کین اشاره کرد.